# Liste der Fraktionen im Bezirk Feldkirch
Die Liste der Fraktionen im Bezirk Feldkirch enthält die Gemeinden und ihre zugehörigen Fraktionen im Vorarlberger Bezirk Feldkirch (in Klammern stehen die Einwohnerzahlen zum Stand 1. Jänner 2024).
- Altach (6999)

- Düns (427)

- Dünserberg (72)
  - Schnifnerberg (77)

- Feldkirch (36.384)

- Frastanz (6669)

- Fraxern (750)

- Göfis (3317)

- Götzis (12.231)

- Klaus (3055)

- Koblach (4896)

- Laterns (701)

- Mäder (4217)

- Meiningen (2480)

- Rankweil (12.172)

- Röns (384)

- Röthis (2229)

- Satteins (2775)

- Schlins (2593)

- Schnifis (799)

- Sulz (2705)

- Übersaxen (624)

- Viktorsberg (437)

- Weiler (2312)

- Zwischenwasser
  - Batschuns (1243)
  - Dafins (467)
  - Muntlix (1713)